# Nati nel 1777
| Questa pagina contiene informazioni ricavate automaticamente dalle voci biografiche con l'ausilio del template Bio e di un bot. L'aggiornamento è periodico e automatico e ricostruisce completamente la pagina. Se manca una persona in questa lista, sei pregato di non aggiungerla, ma accertati piuttosto che la sua voce biografica contenga il template Bio e che i dati anagrafici siano correttamente compilati. Se il template Bio manca, inseriscilo tu stesso o, in alternativa, metti l'avviso {{tmp\|Bio}} che ne segnala la mancanza. Se i dati riportati sono sbagliati, correggi direttamente la voce biografica; le modifiche saranno visibili in questa lista entro pochi giorni. Per chiarimenti vedi il progetto biografie. La lista contiene solo le 207 persone che sono citate nell'enciclopedia e per le quali è stato implementato correttamente il template Bio. Pagina aggiornata al 10 giu 2025. |

## Gennaio(18)
- 2 gennaio - Christian Daniel Rauch, scultore tedesco († 1857)
- 3 gennaio - Elisa Bonaparte, principessa francese († 1820)
- 3 gennaio - Giovan Battista Marin, nobile italiano
- 3 gennaio - Louis Poinsot, matematico e fisico francese († 1859)
- 6 gennaio - Charles-Guillaume Étienne, politico francese († 1845)
- 6 gennaio - Giovanni Francesco Pressenda, liutaio italiano († 1854)
- 7 gennaio - Lorenzo Bartolini, scultore italiano († 1850)
- 8 gennaio - Filippo Traetta, compositore italiano († 1854)
- 9 gennaio - William Richard Hamilton, antiquario, esploratore e diplomatico britannico († 1859)
- 9 gennaio - Giacomo Mellerio, politico e filantropo italiano († 1847)
- 11 gennaio - Vincenzo Borg, patriota, militare e mercante maltese († 1837)
- 14 gennaio - William Martin Leake, diplomatico, numismatico e antiquario britannico († 1860)
- 17 gennaio - Sergej Ivanovič Gagarin, nobile, politico e diplomatico russo († 1862)
- 18 gennaio - Henry Baring, politico britannico († 1848)
- 21 gennaio - Sebastian Jenull, giurista austriaco († 1848)
- 24 gennaio - Ildefonso Díez de Rivera, politico spagnolo († 1846)
- 24 gennaio - Emanuele di Mensdorff-Pouilly, generale austriaco († 1852)
- 25 gennaio - Karoline Jagemann, cantante e attrice teatrale tedesca († 1848)

## Febbraio(12)
- 2 febbraio - Ippolito Cremona, architetto svizzero († 1844)
- 3 febbraio - John Cheyne, pediatra scozzese († 1836)
- 3 febbraio - Blas Parera, compositore spagnolo († 1840)
- 4 febbraio - Johanna Emerentia von Bilang, miniaturista svedese († 1857)
- 7 febbraio - Quintin Dick, politico irlandese († 1858)
- 12 febbraio - Bernard Courtois, chimico francese († 1838)
- 12 febbraio - Friedrich de la Motte Fouqué, scrittore tedesco († 1843)
- 14 febbraio - Filippo Albacini, scultore italiano († 1858)
- 16 febbraio - Benjamin D'Urban, politico e militare britannico († 1849)
- 19 febbraio - Francesco Macdonald, generale e politico italiano († 1837)
- 25 febbraio - Fleury François Richard, pittore francese († 1852)
- 28 febbraio - Mateja Nenadović, religioso serbo († 1854)

## Marzo(21)
- 3 marzo - Adolphe Dureau de la Malle, naturalista, storico e disegnatore francese († 1857)
- 3 marzo - Ludovico Luigi Ugolini, arcivescovo cattolico italiano († 1850)
- 5 marzo - Friedrich Egermann, artista tedesco († 1864)
- 9 marzo - Aleksander Orłowski, pittore, litografo e incisore polacco († 1832)
- 10 marzo - Louis Hersent, pittore francese († 1860)
- 10 marzo - Carlo Zucchi, generale italiano († 1863)
- 11 marzo - Francis Seymour-Conway, III marchese di Hertford, politico britannico († 1842)
- 14 marzo - John Linn, scrittore statunitense († 1804)
- 15 marzo - Józef Sowiński, generale e patriota polacco († 1831)
- 17 marzo - Roger Brooke Taney, avvocato e politico statunitense († 1864)
- 19 marzo - Anton Reinhard Falck, politico olandese († 1832)
- 20 marzo - Edmund P. Gaines, generale statunitense († 1849)
- 23 marzo - Claire de Duras, scrittrice francese († 1828)
- 23 marzo - Karl Ludwig von Ficquelmont, generale e politico austriaco († 1857)
- 28 marzo - Antoine Germain Labarraque, chimico e farmacista francese († 1850)
- 29 marzo - William Gell, archeologo, illustratore e viaggiatore britannico († 1836)
- 30 marzo - Johann Nepomuk Schaller, scultore austriaco († 1842)
- 30 marzo - Heinrich Rudolf Schinz, medico e naturalista svizzero († 1861)
- 31 marzo - Charles Cagniard de Latour, ingegnere e fisico francese († 1859)
- 31 marzo - Louis Cordier, geologo e mineralogista francese († 1861)
- 31 marzo - Carlo Gioacchino di Fürstenberg, principe († 1804)

## Aprile(16)
- 5 aprile - Marie Jules César Savigny, botanico e zoologo francese († 1851)
- 12 aprile - Henry Clay, politico statunitense († 1852)
- 15 aprile - Giovanni Nepomuceno de Tschiderer, vescovo cattolico austriaco († 1860)
- 15 aprile - Ernesto di Lippe-Biesterfeld, conte tedesco († 1840)
- 16 aprile - Henry Kater, geodeta britannico († 1835)
- 18 aprile - Ludwig Berger, compositore, pianista e insegnante tedesco († 1839)
- 19 aprile - Karl Wilhelm von Toll, generale e nobile russo († 1842)
- 23 aprile - Manuel Jorge Rodrigues, generale e politico portoghese († 1845)
- 24 aprile - Maria Clementina d'Asburgo-Lorena, nobile († 1801)
- 24 aprile - Aleksandr Aleksandrovic Šachovskoj, principe, impresario teatrale e drammaturgo russo († 1846)
- 25 aprile - Charles Chetwynd-Talbot, II conte Talbot, politico inglese († 1849)
- 25 aprile - Natale Schiavoni, pittore e incisore italiano († 1858)
- 27 aprile - Giorgio Serventi, militare e politico italiano († 1856)
- 28 aprile - José Primo de Rivera, militare e politico spagnolo († 1853)
- 29 aprile - René de Blonay, politico francese († 1852)
- 30 aprile - Carl Friedrich Gauss, matematico, astronomo e fisico tedesco († 1855)

## Maggio(11)
- 4 maggio - Louis Jacques Thénard, chimico francese († 1857)
- 6 maggio - Moritz von Fries, banchiere, collezionista d'arte e mecenate austriaco († 1826)
- 11 maggio - Vinzenz Eduard Milde, arcivescovo cattolico tedesco († 1853)
- 12 maggio - Giovanni Morandi, organista e compositore italiano († 1856)
- 17 maggio - Vincenzo Racchetti, medico, giurista e letterato italiano († 1819)
- 18 maggio - John George Children, chimico, mineralogista e naturalista britannico († 1852)
- 21 maggio - Rocco Beneventano, giurista e politico italiano († 1852)
- 22 maggio - Luis María de Borbón y Vallabriga, cardinale e arcivescovo cattolico spagnolo († 1823)
- 23 maggio - Friedrich Wilken, storico e bibliotecario tedesco († 1840)
- 25 maggio - Luigi Bianco di Barbania, generale italiano († 1836)
- 30 maggio - Carlo Cairoli, medico e chirurgo italiano († 1849)

## Giugno(9)
- 4 giugno - Aleksej Petrovič Ermolov, generale russo († 1861)
- 5 giugno - Catherine-Joséphine Duchesnois, attrice teatrale francese († 1835)
- 7 giugno - Giovanni Battista Rossi, vescovo cattolico italiano († 1849)
- 7 giugno - Karlis Vatsons, giornalista lettone († 1826)
- 22 giugno - Ondřej Alois Ankwicz, arcivescovo cattolico polacco († 1838)
- 22 giugno - William Brown, ammiraglio irlandese († 1857)
- 24 giugno - Giambattista Magistrini, matematico italiano († 1849)
- 24 giugno - John Ross, esploratore scozzese († 1856)
- 27 giugno - François Debret, architetto francese († 1850)

## Luglio(14)
- 1º luglio - Domenico Paghini, pittore italiano († 1850)
- 2 luglio - Ermanno di Hohenzollern-Hechingen, generale e nobile tedesco († 1827)
- 6 luglio - Peregrine Maitland, crickettista e generale britannico († 1854)
- 9 luglio - Henry Hallam, storico inglese († 1859)
- 9 luglio - Ignazio Pietro VII Jarweh, patriarca cattolico siriano († 1851)
- 14 luglio - Chikuden Tanomura, pittore giapponese († 1835)
- 23 luglio - Philipp Otto Runge, pittore tedesco († 1810)
- 27 luglio - Heinrich Wilhelm Brandes, fisico, meteorologo e astronomo tedesco († 1834)
- 27 luglio - Thomas Campbell, poeta e drammaturgo scozzese († 1844)
- 27 luglio - Alessandro Sanquirico, scenografo, architetto e pittore italiano († 1849)
- 28 luglio - Guglielmo II d'Assia-Kassel, sovrano tedesco († 1847)
- 28 luglio - Niccola Palma, presbitero, storiografo e storico italiano († 1840)
- 30 luglio - Ferdinand von Colloredo-Mansfeld, politico austriaco († 1848)
- 30 luglio - Karl von Grolman, generale prussiano († 1843)

## Agosto(15)
- 2 agosto - Ottavio Moreno, abate, avvocato e politico italiano († 1852)
- 5 agosto - Orazio Lerario, architetto e ingegnere italiano († 1856)
- 6 agosto - Georges Louis Duvernoy, zoologo francese († 1855)
- 7 agosto - Antoine Risso, naturalista italiano († 1845)
- 9 agosto - Charles-Joseph d'Ursel, politico e nobile belga († 1860)
- 11 agosto - Giuseppe Bossi, pittore, scrittore e collezionista d'arte italiano († 1815)
- 14 agosto - Hans Christian Ørsted, fisico e chimico danese († 1851)
- 19 agosto - Francesco I delle Due Sicilie, re († 1830)
- 19 agosto - Louis de Forbin, pittore e scrittore francese († 1841)
- 20 agosto - Giustino Fortunato, magistrato e politico italiano († 1862)
- 23 agosto - Adelaide di Borbone-Orléans, principessa francese († 1847)
- 25 agosto - Girolamo Bardi, scienziato e pedagogista italiano († 1829)
- 29 agosto - Iakinf Bičurin, monaco cristiano, filologo e traduttore russo († 1853)
- 31 agosto - Pròsper de Bofarull, archivista e storico spagnolo († 1859)
- 31 agosto - Ernst August Friedrich Klingemann, scrittore e drammaturgo tedesco († 1831)

## Settembre(12)
- 1º settembre - Carlotta di Borbone-Parma, principessa italiana († 1813)
- 8 settembre - Giuseppe Ceva Grimaldi Pisanelli di Pietracatella, politico e scrittore italiano († 1862)
- 11 settembre - Francesco Saverio del Carretto, militare e politico italiano († 1861)
- 12 settembre - Henri Marie Ducrotay de Blainville, zoologo francese († 1850)
- 15 settembre - Henryk Lubomirski, nobile e politico polacco († 1850)
- 16 settembre - Auguste Jean-Gabriel de Caulaincourt, generale e diplomatico francese († 1812)
- 16 settembre - Nathan Mayer Rothschild, banchiere inglese († 1836)
- 17 settembre - Johann Heinrich Kopp, mineralogista e medico tedesco († 1858)
- 17 settembre - Federico Magnus II di Solms-Wildenfels, nobile e militare tedesco († 1857)
- 20 settembre - Elisabetta Gafforini, cantante lirica e mezzosoprano italiana († 1847)
- 20 settembre - Giuseppe Mancini, arcivescovo cattolico italiano († 1855)
- 25 settembre - Giuseppe Ponte di Pino, nobile italiano († 1858)

## Ottobre(11)
- 2 ottobre - Jacques Mathieu Delpech, medico francese († 1832)
- 3 ottobre - Guillaume Dupuytren, medico francese († 1835)
- 3 ottobre - Thomas Walsh, vescovo cattolico britannico († 1849)
- 5 ottobre - Pietro Carlo Maria Vial de Maton, generale francese († 1863)
- 9 ottobre - Gaspare Bertoni, religioso italiano († 1853)
- 11 ottobre - Casimir Pierre Périer, politico e banchiere francese († 1832)
- 16 ottobre - Johann Sebastian von Drey, teologo tedesco († 1853)
- 18 ottobre - Heinrich von Kleist, drammaturgo, poeta e scrittore tedesco († 1811)
- 19 ottobre - Adam Bittner, astronomo, matematico e filosofo ceco († 1844)
- 21 ottobre - Catterino Cavos, compositore italiano († 1840)
- 28 ottobre - Henry Dillon, XIII visconte Dillon, politico e scrittore irlandese († 1832)

## Novembre(14)
- 2 novembre - Sofia di Hannover, principessa († 1848)
- 3 novembre - Laval Nugent von Westmeath, generale austriaco († 1862)
- 4 novembre - Charles Antoine Manhès, generale francese († 1854)
- 5 novembre - Charles-Frédéric Kreubé, violinista, direttore d'orchestra e compositore francese († 1846)
- 5 novembre - Filippo Taglioni, ballerino e coreografo italiano († 1871)
- 7 novembre - Pietro Configliachi, fisico e religioso italiano († 1844)
- 8 novembre - Anna Petrovna Lopuchina, nobildonna russa († 1805)
- 8 novembre - Désirée Clary, regina († 1860)
- 14 novembre - Johann Ludwig Christian Gravenhorst, entomologo e zoologo tedesco († 1857)
- 15 novembre - Wilhelm Ludwig von Eschwege, geologo, geografo e mineralogista tedesco († 1855)
- 15 novembre - Emanuele Pes di Villamarina, militare e politico italiano († 1852)
- 22 novembre - Charles Marsham, II conte di Romney, nobile e politico inglese († 1845)
- 28 novembre - August Kestner, diplomatico e collezionista d'arte tedesco († 1853)
- 30 novembre - Louis de La Rochejaquelein, generale francese († 1815)

## Dicembre(16)
- 1º dicembre - Thomas Bradford, generale britannico († 1853)
- 2 dicembre - Giuseppe Barbieri, architetto e ingegnere italiano († 1838)
- 2 dicembre - Henry Grey Bennet, politico britannico († 1836)
- 3 dicembre - Juliette Récamier, scrittrice francese († 1849)
- 4 dicembre - Jean-Jacques Blanpain, astronomo francese († 1843)
- 5 dicembre - Carlo d'Inzaghi, politico e nobile austriaco († 1856)
- 15 dicembre - Agostino Aglio, pittore, disegnatore e incisore italiano († 1857)
- 16 dicembre - Madame Clicquot Ponsardin, imprenditrice francese († 1866)
- 19 dicembre - Pëtr Petrovič Dolgorukov, generale e nobile russo († 1806)
- 19 dicembre - Emanuele Gerini, storico italiano († 1836)
- 19 dicembre - Felix Grundy, politico statunitense († 1840)
- 21 dicembre - John Campbell, VII duca di Argyll, nobile e politico scozzese († 1847)
- 23 dicembre - Alessandro I di Russia, sovrano russo († 1825)
- 24 dicembre - Carlo Gritti Morlacchi, vescovo cattolico italiano († 1852)
- 26 dicembre - Luigi II d'Assia, sovrano tedesco († 1848)
- 29 dicembre - Giovanni Villata, generale italiano († 1843)

## Senza giorno specificato(38)
- Jean-Eugène-Charles Alberti, pittore olandese
- Carlos Anaya, politico e storico uruguaiano († 1862)
- Carlo Armellini, giurista e politico italiano († 1863)
- Lorenzo Benincasa, brigante italiano († 1810)
- Barnabé Brisson, matematico francese († 1828)
- William B. Bulloch, politico statunitense († 1852)
- Giuseppe Checcherini, librettista italiano († 1840)
- Costache Conachi, poeta rumeno († 1849)
- Giovanni Battista Da Persico, letterato e politico italiano († 1845)
- Pëtr L'vovič Davydov, ufficiale russo († 1842)
- Giuseppe De Matthaeis, chirurgo e archeologo italiano († 1857)
- Carlo De Nobili, storico italiano († 1831)
- Charles Douglas, VI marchese di Queensberry, nobile scozzese († 1837)
- Fernando Errázuriz Aldunate, politico cileno († 1841)
- John Ferguson, politico statunitense († 1832)
- Alessandro Gherardesca, architetto e ingegnere italiano († 1852)
- Thomas Christopher Hofland, pittore britannico († 1843)
- Barbara Jeong Sun-mae, beata coreana († 1801)
- Edme François Jomard, cartografo, ingegnere e archeologo francese († 1862)
- Giovanni Kreglianovich Albinoni, scrittore, librettista e drammaturgo italiano († 1838)
- Amedeo Lavy, scultore e medaglista italiano († 1864)
- Pedro Molina Mazariegos, politico guatemalteco († 1854)
- Robert O'Callaghan, generale e politico britannico († 1840)
- Grigorij Vladimirovič Orlov, politico russo († 1826)
- Mariano Osorio, militare e politico spagnolo († 1819)
- Baldassare Palazzotto, ornitologo e bibliotecario italiano († 1858)
- Henry Pearce, pugile inglese († 1809)
- Robert Ker Porter, diplomatico, viaggiatore e pittore scozzese († 1842)
- Andrea Pozzi, pittore italiano († 1837)
- Benjamin Rolland, pittore francese († 1855)
- Carlo Serassi, musicista italiano († 1849)
- Giacomo Sessa, militare, patriota e nobile italiano († 1862)
- Johann Baptist Spaur, politico e diplomatico austriaco († 1852)
- Wang Cong'er, cinese († 1798)
- Joseph von Werklein, militare e politico austriaco († 1849)
- Dietrich Nikolaus Winkel, inventore tedesco († 1826)
- Suleiman al-Halabi, assassino curdo († 1800)
- Jean de Mannoury d'Ectot, inventore francese († 1822)